# Kinyongia tolleyae
Espèce
Kinyongia tolleyae est une espèce de reptiles de la famille des Chamaeleonidae.

## Systématique
L'espèce Kinyongia tolleyae a été décrite en 2017 par Daniel F. Hughes (d), Chifundera Kusamba (d), Mathias Behangana (d) et Eli Bowen Greenbaum (d),.

## Répartition
| Localisation de l'Ouganda dans le Monde |

| Localisation de l'Ouganda dans le Monde |

Cette espèce se retrouve en Ouganda.

## Description
L'holotype de Kinyongia tolleyae, une femelle adulte, mesure 128,5 mm dont 75,6 mm pour la queue.

## Étymologie
Son épithète spécifique, tolleyae, lui a été donnée en l'honneur de l'herpétologiste sud-africaine Krystal A. Tolley (d) pour sa contribution à la biologie des caméléons et, notamment, par la description de douze espèces et l'écriture (ou l'édition) de deux livres importants sur les caméléons.

## Publication originale
- (en) Daniel F. Hughes, Chifundera Kusamba, Mathias Behangana et Eli Greenbaum, « Integrative taxonomy of the Central African forest chameleon, Kinyongia adolfifriderici (Sauria: Chamaeleonidae), reveals underestimated species diversity in the Albertine Rift », Zoological Journal of the Linnean Society, Linnean Society of London et OUP,‎ 20 mai 2017 (ISSN 1096-3642 et 0024-4082, OCLC 01799617, DOI 10.1093/ZOOLINNEAN/ZLX005, lire en ligne).